# 工藤正貴
工藤 正貴（くどう まさき、本名：工藤 幸雄（くどう ゆきお）、1973年7月29日 - ）は、日本の実業家・元俳優。実父は演歌歌手の井沢八郎で、実姉は女優の工藤夕貴。東京都出身。堀越高等学校卒業。

## 略歴
1988年に映画「ぼくらの七日間戦争」に出演したことで注目を集め、以降、多くのテレビドラマや映画に出演するも、1993年に引退。
引退後はクラブDJとして活動した後、現在はヒラタオフィスの新人研修部門である株式会社フラッシュアップの代表取締役社長を務めている。

## 出演

### 映画
- ぼくらの七日間戦争（1988年、東宝） - 相原徹 役
- 東京上空いらっしゃいませ（1990年、松竹） - 中野豊 役
- ヒルコ/妖怪ハンター（1991年、松竹富士） - 八部まさお 役
- 部屋とYシャツと私（1993年、ポニーキャニオン） - 橋本健一 役

### オリジナルビデオ
- 童貞物語5 Only Youと呼ばれたい（1990年、バンダイ） - 真治 役

### テレビドラマ
- ドラマ人間模様「花へんろ」 第3シリーズ（1988年、NHK） - 昇 役 ※「工藤 幸雄」名義
- ヘイ!あがり一丁（1989年、フジテレビ） - 金子康夫 役
- 銀河テレビ小説「あるときは妻」（1989年、NHK）
- 氷点（1989年4月6日・7日、テレビ朝日）
- アイラブユーからはじめよう（1989年、TBS）
- 東京ストーリーズ 第21回「ローマの前日」（1990年3月22日、フジテレビ）
- ドラマチック22「南くんの恋人」（1990年4月28日、TBS） - 主演・南浩之 役
- ザ・刑事 第5話「熱き友情!南米から来た謎の男!」（1990年5月13日、テレビ朝日） - 半田ゆうじ 役
- 世にも奇妙な物語「受験生」（1991年3月7日、フジテレビ） - 主演・高田修平 役
- ラブストーリーを君に…「どんなときも。」（1992年1月3日、テレビ朝日）
- 映画みたいな恋したい「バック・トゥ・ザ・フューチャー」（1992年5月2日、テレビ東京）
- 柴門ふみセレクション「少女以上・少年未満」（1992年10月19日、テレビ朝日） - 鳥越浩 役